# Báthory Elza
Báthory Elza (Budapest, 1883. szeptember 30. – Budapest, 1976. szeptember 30.) színésznő.

## Életútja
Kaufmann Elkán és Rottmann Ilka lánya. Az Országos Színészegyesület színésziskoláját végezte el. 1906–07-ben a Népszínházban, 1908-tól az Intim Színházban játszott, majd Kolozsvárra szerződött, ahol 1910 őszétől 1918-ig a Nemzeti Színház tagjaként működött. Egy évi ott-tartózkodása alatt megismerkedett Csapó Jenő színésszel, akihez 1911-ben feleségül ment. Mint koloratúra-énekesnőnek jelentős sikerei voltak és őszintén ünnepelték férjével együtt, akiben méltó partnert talált. Férje 1914-ben hősi halált halt. Öt évi gyász után házasságot kötött Gyulányi István mérnökkari honvédszázadossal. Ettől az időtől fogva csak elvétve szerepelt a színpadon. A régi, valamint az újabb operettek főszerepei (Luxemburg grófjában: Angela, Leányvásárban: Lucy, Éva: címszerep, Tatárjárásban: Riza bárónő) tartoztak repertoárjához. Az első világháború idején Budapestre költözött családjával együtt. 1920-ban a Budai Színkörben, 1921-ben a Revüszínházban, 1922–23-ban a Várszínházban lépett fel, emellett énekelt kávéházakban is. Később visszavonult.

### Magánélete
Lányai:
- Gyulányi Ilona Julianna (sz. Kolozsvár, 1912. június 21.). Férje 1937-től Mendik Antal mérnök volt.[2]
- Gyulányi Eugénia Éva (sz. Kolozsvár, 1915. március 15.) színésznő.

## Filmszerepei
- A dollárkirály leánya (1913)
- A kölcsönkért csecsemők (1914) – az anya
- Cox és Box (1915) – Wigginsné, született Penelope Helén
- Tetemrehívás (1915) – a dajka
- Éjféli találkozás (1915)
- Havasi Magdolna (1915) – nevelőnő
- Petőfi dalciklus (1916)
- A vén bakancsos és fia, a huszár (1917)